# Kánya (település)
Kánya község Somogy vármegyében, a Tabi járásban.

## Fekvése
Kánya község a Balatontól 28 kilométerre, a tamási gyógyfürdőtől 22 kilométerre, az igali gyógyfürdőtől pedig 30 kilométerre fekszik. Az Iregszemcse-Tab közti 6509-es út mentén helyezkedik el, utóbbi településhez közelebb. A község nyugati részéről ágazik ki az előbbi útból déli irányban a 65 142-es út két külső-somogyi zsáktelepülés, Bedegkér és Somogyegres felé.
Szép természeti környezet veszi körül a települést, a vidéket egymás mögött húzódó dombok és völgyek tagolják. A község körül tavak és gazdag vadállománnyal rendelkező erdők találhatók. Az említett fürdőhelyek és kirándulóhelyek közelsége miatt a község megfelelő pihenésre ad lehetőséget.

## Története
Kánya nevét először egy 1057-es adománylevélben említették, melyben Kányát Mór pécsi püspöknek adományozta Radó nádor, majd 1107 körül a dömösi prépostság tulajdonába került Álmos hercegnek, Vak Béla király atyjának adományaként. 1309-ben több birtokosát is említették, birtokosai között volt Fülöp, Ompud fia is, akit itteni birtokai után Kányai Fülöpnek is neveztek, és aki hű embere volt Károly Róbertnek, akit elkísért 1319-ben a szerb király, Miluten ellen vívott csatájába is. Fülöp (említik Hédervári/Tamási Fülöpként is) a Tamási vár kapitánya volt. Az 1330-as évek elején Kányának már temploma is említetve volt, melyet Szent Miklós tiszteletére szenteltek. A falu nevét az 1333-1334 évi pápai tizedjegyzék is említette, ekkor egy István, 1335-ben pedig egy Benedek nevű papjáról tesznek említést. Fülöp halála után birtokai egy 1358-ban keltezett ítéletlevél szerint Ozorai Sándorra, leányunokájának férjére szálltak.
Kánya 1348-ban a Héderváryak birtokába került. A Hédervári család levéltárában több alkalommal is említik a települést.  1443-ban például két Kánya nevű település is szerepel benne; Olasz- és Magyarkánya néven. Ezek a falvak a mai Pusztatetőnek nevezett dűlő mentén feküdtek. 1531-ben Hédervári Ferenc végrendeletében az itt található Nagy Balázs féle szőlőjét és Aranyos szőlő birtokait feleségére Rokonoki Dorottyára hagyja. Kánya ekkor már mezőváros (oppidium) ranggal bírt, hírét kiterjedt szőlőskertjeinek és jó borának köszönhette. 1544-ben a törökök foglalták el a községet, a Török hódoltság alatt az 1573-74 évi adólajstromba 15 házzal vették fel a települést.
A 16. században több részbirtokosa is volt a községnek: Hédervári Ferencen kívül Nádasdy Tamás, Orosztonyi Péter, Perneszy Farkas és Henyei Miklós is részbirtokosként szerepelt itt. A Hédervári családot egy török elleni csatában elszenvedett vereség miatt az udvar egy időre megfosztotta kányai birtokaitól, később, 1658-ban birtokaikat ismét visszakapták, majd 1686-ban véget a török uralom végével, Kánya ismét a tamási vár fennhatósága alá került. A hódoltság után, 1689-ben a lakossága katolikus hitre tért át, elsősorban az andocsi jezsuitáknak köszönhetően.
Az 1715-ben végzett országos összeíráskor Kánya 19 telkes, 3 kisházas településként említették. A Rákóczi-szabadságharc alatt ismét elpusztult települést Viczay Ádám telepítette újra a Sopron vármegyei Kapuvár és Vitnyéd környékéről érkezett lakosokkal, 1711-ben pedig Tengődről is több református ide menekült, akik csak később 1748-ban elhagyták Kányát és Tengődre költöztek vissza.
1735-ben a község új földbirtokosa, Kenesey István a csepögei és remetei szőlőhegyek betelepítésére adott engedélyt. 1753-ban Kányának már 470 lakosa volt és az akkori falu, a maitól dél-nyugatra feküdt, fából épült temploma volt, melyről az 1729-es látogatás (visita) tett említést. 1935. évi látogatási jegyzőkönyv azonban már új templomáról tesz említést, melyet Szent Miklós tiszteletére emeltek.

## Közélete

### Polgármesterei
- 1990–1994: Schmuck Ferenc (független)[3]
- 1994–1998: Schmuck Ferenc (független)[4]
- 1998–2002: Schmuck Ferenc (független)[5]
- 2002–2006: Schmuck Ferenc (független)[6]
- 2006–2010: Schmuck Ferenc (független)[7]
- 2010–2014: Léner Ferenc (független)[8]
- 2014–2019: Léner Ferenc (független)[9]
- 2019–2024: Léner Ferenc (független)[10]
- 2024– : Léner Ferenc (független)[1]

## Népesség
A település népességének változása:
| Lakosok száma | 422  | 423  | 422  | 405  | 416  | 408  | 413  |
|               | 2013 | 2014 | 2015 | 2021 | 2022 | 2023 | 2024 |

A 2011-es népszámlálás során a lakosok 82,9%-a magyarnak, 1,7% cigánynak, 0,3% horvátnak, 1,2% németnek, 0,2% örménynek, 0,2% szerbnek mondta magát (16,7% nem nyilatkozott; a kettős identitások miatt a végösszeg nagyobb lehet 100%-nál). A vallási megoszlás a következő volt: római katolikus 48,6%, református 4,8%, evangélikus 1%, görögkatolikus 0,5%, felekezet nélküli 14,5% (29,7% nem nyilatkozott).
2022-ben a lakosság 88,7%-a vallotta magát magyarnak, 3,1% cigánynak, 2,6% németnek, 1,7% egyéb, nem hazai nemzetiségűnek (9,6% nem nyilatkozott; a kettős identitások miatt a végösszeg nagyobb lehet 100%-nál). Vallásuk szerint 35,6% volt római katolikus, 5,3% református, 1,9% evangélikus, 1% egyéb keresztény, 1,4% egyéb katolikus, 12,7% felekezeten kívüli (42,1% nem válaszolt).

## Nevezetességei
Barokk stílusú katolikus temploma 1754-ben épült. Értékesek főoltárának műemlékszámba menő rokokó gyertyatartói.